# Arnstein (Sachsen-Anhalt)
Arnstein (Ausspracheⓘ) ist der Name einer kreisangehörigen Stadt im Landkreis Mansfeld-Südharz (Sachsen-Anhalt), die zum 1. Januar 2010 entstanden ist. Namensgeber der Stadt ist die gleichnamige Burg im Ortsteil Harkerode.

## Geografie

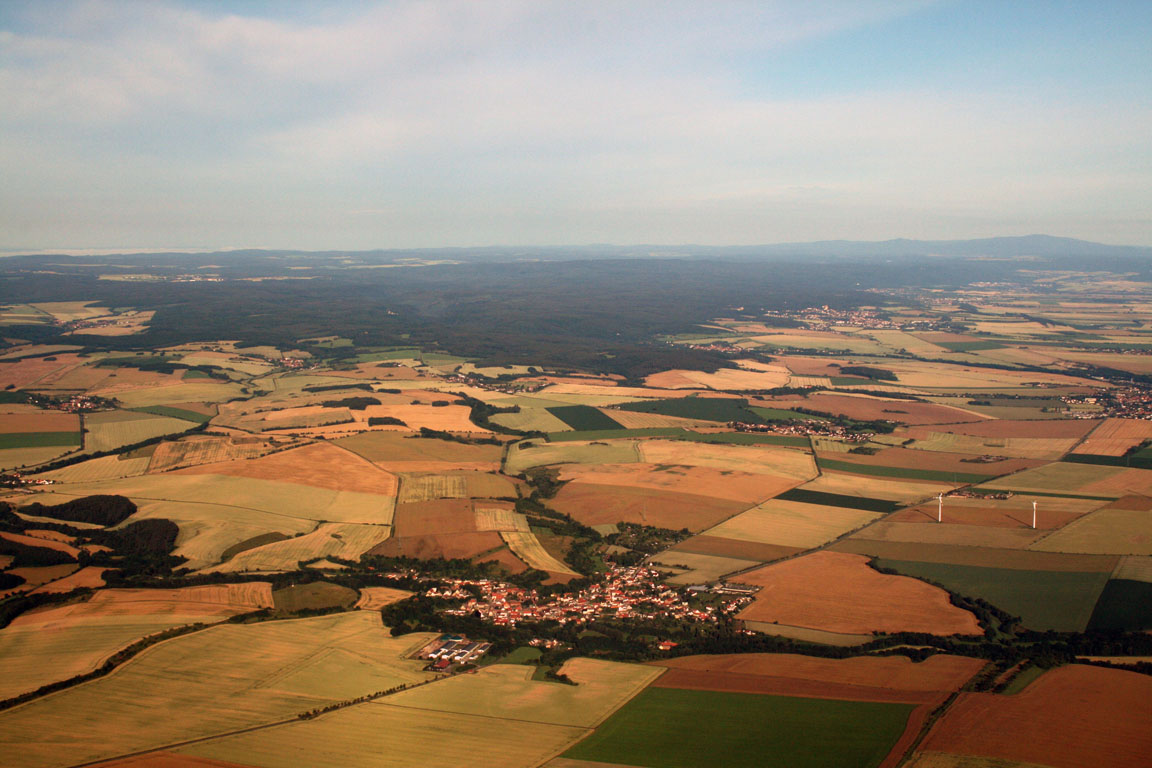
Luftbild von Welbsleben, im Hintergrund der Harz und Brocken

Die Stadt ist die nördlichste Gemeinde im Landkreis Mansfeld-Südharz. Sie liegt zwischen Hettstedt im Süden und Aschersleben im Norden. Der westliche Teil Arnsteins liegt im Mittelgebirge Harz, der Rest im Östlichen Harzvorland. Bei Sandersleben vertieft sich das Gelände zum Wippertal. Östlich steigt es wieder an. Bei guter Sicht kann von Roda, das hoch über Sandersleben liegt, über die gesamte Gemeinde bis zum 1141,2 m ü. NHN hohen Brocken, dem höchsten Berg Sachsen-Anhalts, geblickt werden.
Als Landnutzungen dominieren fast ausschließlich Äcker. Nur der westliche Teil ist bewaldet. Im Mittelteil gibt es nur wenige, kleinere und verstreute Wäldchen. Der höchste Berg im Stadtgebiet ist der 326 m hohe Eichberg bei Friedrichrode im äußersten Südwesten des Stadtgebiets.

### Gewässer
Der aus dem Harz kommende Fluss Wipper fließt in seinem Tal durch die Ortsteile Wiederstedt und Sandersleben.
Parallel zur Wipper fließt im Nordwesten der Bach Eine, der ebenfalls ein Tal ausgebildet hat. Sie mündet außerhalb des Gemeindegebiets in die Wipper. In Stangerode mündet das Rinnsahl Leine in die Eine, in Alterode fließt die Schwennecke zu, in Harkerode münden die Mukarehne (orographisch links) sowie Schloßgraben (orographisch rechts) ein und in Welbsleben der Langetalbach.
Außerdem gibt es im Süden der Gemeinde noch den Stockbach, der nach Großörner fließt und im Osten die Rote Welle, die in Sandersleben der Wipper zufließt.

### Nachbargemeinden
Nachbargemeinden sind Aschersleben (SLK) im Norden, Könnern (SLK) im Osten, Gerbstedt, Hettstedt und Mansfeld im Süden, und Falkenstein (HZ).

### Ortschaften und Ortsteile
Arnstein besteht aus zwölf Ortschaften, entsprechend den aufgelösten Gemeinden:
| Ortschaft                                                     | Einwohner | Die Ortschaften von Arnstein (anklickbare Karte) |
| ------------------------------------------------------------- | --------- | ------------------------------------------------ |
| Alterode                                                      | 495       | Die Ortschaften von Arnstein (anklickbare Karte) |
| Arnstedt                                                      | 503       | Die Ortschaften von Arnstein (anklickbare Karte) |
| Bräunrode (mit Friedrichrode 32 Einw. und Willerode 91 Einw.) | 307       | Die Ortschaften von Arnstein (anklickbare Karte) |
| Greifenhagen                                                  | 252       | Die Ortschaften von Arnstein (anklickbare Karte) |
| Harkerode                                                     | 304       | Die Ortschaften von Arnstein (anklickbare Karte) |
| Quenstedt (mit Pfersdorf 30 Einw.)                            | 752       | Die Ortschaften von Arnstein (anklickbare Karte) |
| Sandersleben (mit Roda 59 Einw.)                              | 1611      | Die Ortschaften von Arnstein (anklickbare Karte) |
| Stangerode                                                    | 316       | Die Ortschaften von Arnstein (anklickbare Karte) |
| Sylda                                                         | 475       | Die Ortschaften von Arnstein (anklickbare Karte) |
| Ulzigerode                                                    | 192       | Die Ortschaften von Arnstein (anklickbare Karte) |
| Welbsleben                                                    | 615       | Die Ortschaften von Arnstein (anklickbare Karte) |
| Wiederstedt                                                   | 1023      | Die Ortschaften von Arnstein (anklickbare Karte) |

## Geschichte

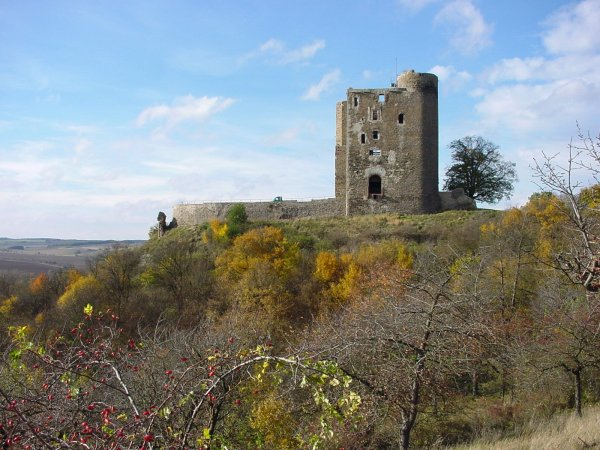
Burg Arnstein, Sitz des Amtes Arnstein

Namengebend für die neue Stadt bzw. Einheitsgemeinde ist das alte Amt Arnstein der Grafschaft Mansfeld, das in der Burg Arnstein zwischen Harkerode und Sylda seinen Sitz hatte.
Im Hochmittelalter existierte südöstlich von Harkerode das Stettlein Arnstein, das auch als Schnakerode aus der urkundlichen Erwähnung bekannt ist. Von dieser Wüstung überdauerten nur noch die Fundamente. Neben diesem gab es im Hochmittelalter noch weitere Dörfer in der Landschaft um Burg Arnstein. Darunter zählen Iwerode, Oberwelbsleben, Selrode, Stockdorf, Lütgen-Sylda und Wolfshagen.
Die Stadt Arnstein als moderne Verwaltungsstruktur ist relativ jung. Bis 2010 existierten auf ihrem Gebiet elf Landgemeinden und die Stadt Sandersleben, die in der Verwaltungsgemeinschaft Wipper-Eine zusammengefasst waren. Im Rahmen der sachsen-anhaltischen Gemeindegebietsreform wurden im Jahre 2010 landesweit kleine Ortschaften zu großen Einheitsgemeinden zusammengefasst, um auf kommunaler Ebene Verwaltungskosten zu sparen. Bei einer solchen Zusammenlegung entstand am 1. Januar 2010 die neue Stadt Arnstein. Damit erfolgte die Auflösung der Verwaltungsgemeinschaft.
Der Gebietsänderungsvertrag wurde von zehn der zwölf Mitgliedsgemeinden unterzeichnet. In den ehemals zur Verwaltungsgemeinschaft Wipper-Eine gehörenden Gemeinden Arnstedt und Wiederstedt stand die Zustimmung zur Bildung einer Einheitsgemeinde aus, so dass sie bis zur Eingemeindung zum 1. September 2010 von der Stadt Arnstein mitverwaltet wurden.

## Politik
Die Wahl zum Stadtrat am 26. Mai 2019 führte bei einer Wahlbeteiligung von 56,23 % zu folgendem Ergebnis:
| Partei / Liste                                 | Stimmenanteil | Sitze |
| CDU                                            | 19,61 %0      | 4     |
| Die Linke                                      | 10,94 %0      | 2     |
| SPD                                            | 4,96 %        | 1     |
| FFA                                            | 16,48 %0      | 3     |
| Allg. Wählervereinig. z. Erhalt unserer Dörfer | 10,55 %0      | 2     |
| Freie Bürger Mitteldeutschland (FBM)           | 8,85 %        | 2     |
| Bauernverband                                  | 5,28 %        | 1     |
| FWG Einetal und Umgebung                       | 4,89 %        | 1     |
| Freiwillige Feuerwehr Stadt Arnstein           | 4,40 %        | 1     |
| Sportverein Welbsleben                         | 3,85 %        | 1     |
| Freiw. Wählerschaft Stangerode                 | 3,20 %        | 1     |
| Einzelbewerber Franke                          | 2,67 %        | 1     |
| Andere (3)                                     | 4,33 %        | 0     |

Für die Wahlperiode 2019–2024 haben sich drei Fraktionen gebildet:
- CDU-Fraktion: 7 Sitze
- Fraktion Einetal: 3 Sitze
- GFA Gemeinschafts-Fraktion-Arnstein: 9 Sitze

Ein Ratsmitglied ist fraktionslos. Der Bürgermeister gehört ebenfalls keiner Fraktion an, hat aber Sitz und Stimme im Rat.
Erster Bürgermeister Arnsteins war Frank Sehnert. Seine Wiederwahl erfolgte bei der Bürgermeisterwahl am 11. September 2016 mit 57,6 Prozent der gültigen Stimmen. Die Wahlbeteiligung lag bei 50,1 Prozent. Im Jahr 2024 schied er aus Altersgründen zum Ende seiner Amtszeit aus dem Amt aus.
Seine Nachfolgerin wurde Janet Klaus (SPD). Sie wurde im September 2023 gleich im ersten Wahlgang mit 51,29 % der Stimmen gewählt und trat ihr Amt im Januar 2024 an.

### Wappen
| Wappen von Arnstein | Blasonierung: „In Blau ein silberner Adler gotischen Stils überdeckt von einem goldenen Mittelschild, darin eine blaue Burgruine.“ |
| Wappen von Arnstein | Wappenbegründung: Das Wappen wurde 2010 vom Kommunalheraldiker Jörg Mantzsch gestaltet und nach Beschluss des Stadtrates vom 4. März 2010 ins Genehmigungsverfahren geführt. Es knüpft mit seiner Symbolik an den Namen der Stadt an, indem es den silbernen Adler des erloschenen Geschlechts derer von Arnstein darstellt, deren Stammsitz namentlich im 12. Jahrhundert auf der gleichnamigen Burg war. Die von Arnstein führten den silbernen Adler im schwarzen Schild. Um nicht mit den preußischen Farben zu korrespondieren, wurde für die heutige Stadt der Schild in Blau gewählt. Zusätzlich ist das Wappen mit einem Mittelschild belegt, der in Gold die namensgebende Burg Arnstein zeigt. |

## Verkehr

### Straßenverkehr
Die Bundesstraße 180 führt im Abschnitt zwischen Hettstedt und Aschersleben durch den Ortsteil Quenstedt. Dieser liegt im Einflussbereich der aktuell im Bau befindlichen Westumfahrung Ascherslebens im Zuge einer Umverlegung der B 180 mit Anbindung an die Nordharzautobahn.
Die Bundesstraße 242, die Mansfeld mit Seesen verbindet, verläuft im Südwesten in der Nähe der Stadtgrenze.
Folgende Landesstraßen erschließen die Stadt: (nur der Verlauf in der Stadtgemeinde, bzw. der erste Ort außerhalb, ist genannt).
| L 72  | […] – Welfesholz – Ortsumfahrung Sandersleben – Schackenthal – […]                |
| L 152 | Hettstedt – Wiederstedt – Sandersleben – Alsleben (Saale)                         |
| L 158 | Kreuzung bei Saurasen (B 242) – Greifenhagen – Meisberg – […]                     |
| L 227 | Harkerode – Sylda – Willerode – Rödgen – […]                                      |
| L 228 | […] – Tilkerode – Stangerode – Alterode – Harkerode – Welbsleben – Westdorf – […] |
| L 229 | Quenstedt – Welbsleben – Ermsleben – […]                                          |

### Öffentlicher Personennahverkehr

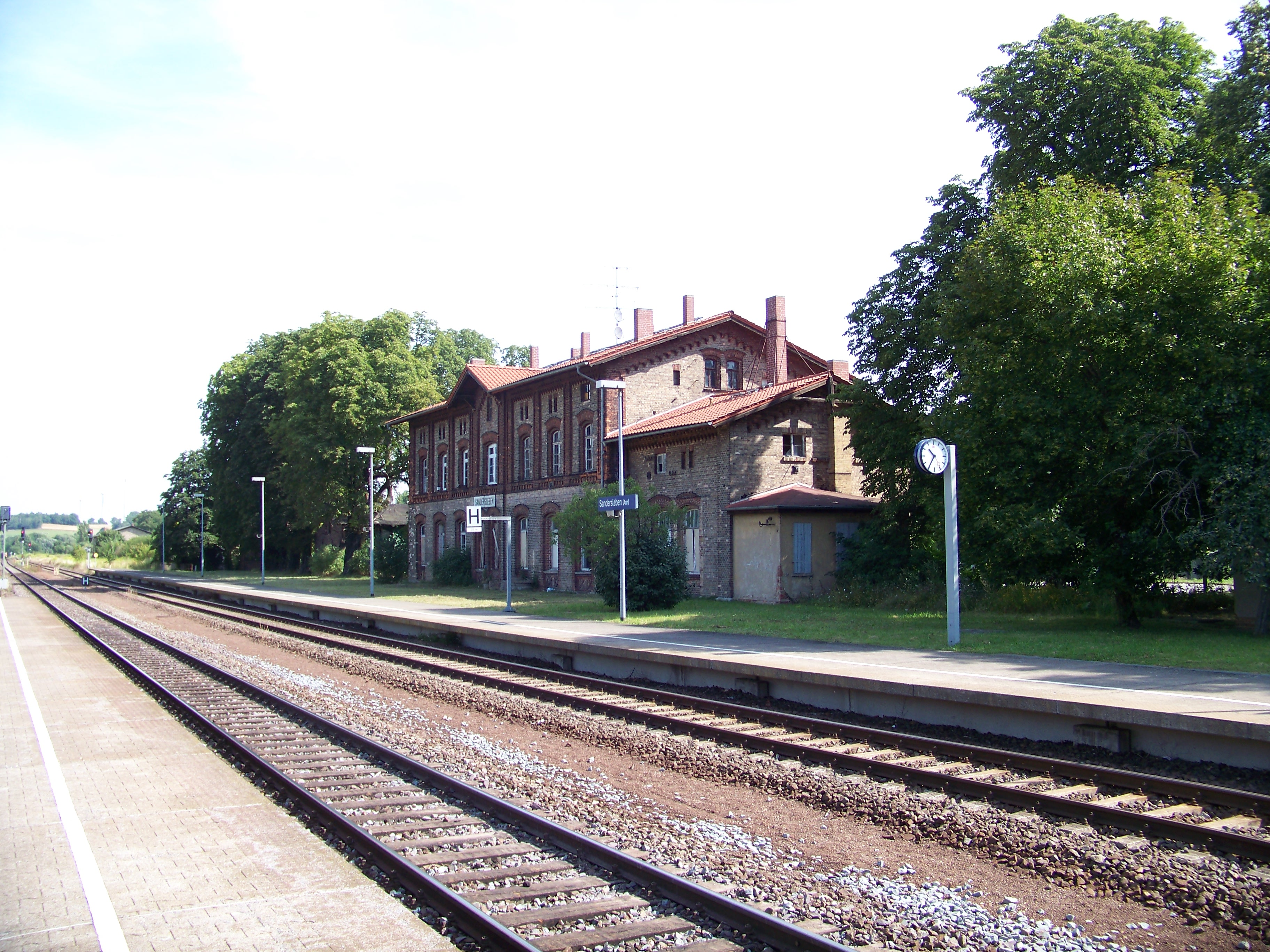
Zwei der drei Gleise des Bahnhofs Sandersleben

Der Bahnhof Sandersleben (Anh) ist der einzige Bahnhof der Stadt. Dort kreuzen sich die Bahnstrecke Halle–Vienenburg und Berlin–Blankenheim im Zuge der historischen Kanonenbahn. Aktuell kann von Sandersleben aus dem Regional-Express ohne umzusteigen bis nach Erfurt, Halle (Saale), Goslar und Magdeburg gefahren werden.
Für den Großteil des Gemeindegebiets ist der Bahnhof in Aschersleben besser erreichbar.
Im Nahverkehr erschließt die Verkehrsgesellschaft Südharz die Region mit Omnibussen.

## Persönlichkeiten
- Georg Philipp Friedrich von Hardenberg (1772–1801), genannt Novalis, Dichter der Frühromantik
- Waltraut Hennig (1921–2015), Lehrerin und Politikerin (LDPD), geboren im Ortsteil Greifenhagen
- Peter Puschendorf, Ortschronist aus Sandersleben, seit 2024 Ehrenbürger von Arnstein[13]